# Chironia purpurascens
Chironia purpurascens är en gentianaväxtart. Chironia purpurascens ingår i släktet Chironia och familjen gentianaväxter. Utöver nominatformen finns också underarten C. p. humilis.